# Eleições estaduais em Minas Gerais em 1966
As eleições estaduais em Minas Gerais em 1966 ocorreram em 15 de novembro conforme prescrito no Ato Institucional Número Três em 22 estados brasileiros e nos territórios federais do Amapá, Rondônia e Roraima. A ausência de eleições para governador e vice-governador se explica devido à eleição de 1965 onde Israel Pinheiro e Pio Canedo chegaram ao Palácio da Liberdade. Superado o temor quanto à sua posse, o governador Israel Pinheiro alinhou-se com as diretrizes do Palácio do Planalto já no discurso inaugural ao oferecer "irrestrito apoio ao presidente Castelo Branco" não poupando esforços para viabilizar o diretório estadual da ARENA, partido situacionista criado graças à imposição do bipartidarismo via Ato Institucional Número Dois. Meses depois foram eleitos o senador Milton Campos, além de 48 deputados federais e 82 deputados estaduais.
Advogado nascido em Ponte Nova e formado na Universidade Federal de Minas Gerais, Milton Campos foi jornalista e conviveu com nomes da estirpe de Afonso Arinos, Carlos Drummond de Andrade e Gustavo Capanema. Eleitor de Getúlio Vargas na campanha presidencial anterior à Revolução de 1930, foi advogado-geral do estado no governo Olegário Maciel elegendo-se deputado federal em 1934. Seu rompimento com a Era Vargas aconteceu em 1937 após a extinção de seu mandato pelo Estado Novo. Professor da Universidade Federal de Minas Gerais e presidente da seccional mineira da Ordem dos Advogados do Brasil nos anos que vieram, em 24 de outubro de 1943 foi signatário do Manifesto dos Mineiros em favor da redemocratização do país. Consumado o enfraquecimento e a queda da Era Vargas, ingressou na UDN, elegeu-se deputado federal em 1945 e no ano seguinte ajudou a escrever a Constituição de 1946. À frente de uma coligação partidária e com o apoio de parte do PSD, foi eleito governador de Minas Gerais em 1947 e conseguiu um novo mandato de deputado federal em 1954. Derrotado por João Goulart ao disputar a vice-presidência da República em 1955 e 1960, foi eleito senador em 1958. Nomeado secretário sem pasta no governo Magalhães Pinto, tornou-se o primeiro titular do Ministério da Justiça no Regime Militar de 1964, deixando-o antes de promulgado o Ato Institucional Número Dois. Em 1966 foi reeleito senador pela ARENA, mas faleceu seis anos mais tarde em pleno exercício do mandato.
Nascido em Caeté e formado pela Universidade Federal de Minas Gerais, o advogado José Augusto Ferreira Filho trabalhou na Federação das Indústrias do Estado de Minas Gerais e foi jornalista no Estado de Minas. Nomeado prefeito de Espera Feliz e Caratinga pelo interventor Benedito Valadares durante o Estado Novo, ingressou no PSD, foi eleito deputado estadual pelo PSD em 1947, 1950, 1954 e 1958, mas renunciou em 1961 para ser conselheiro do Tribunal de Contas de Minas Gerais no governo Bias Fortes, aposentando-se em 1962 quando obteve seu último mandato no legislativo mineiro. Presidente da Companhia Urbanizadora da Serra do Curral no governo de Israel Pinheiro, seu primo, e assessor de Rondon Pacheco, filiou-se à ARENA e foi eleito suplente de senador em 1966 assumindo em 1972 após a morte de Milton Campos.

## Resultado da eleição para senador
Conforme o Tribunal Superior Eleitoral houve 1.645.333 votos nominais (71,30%), 503.986 votos em branco (21,84%) e 158.259 votos nulos (6,86%), resultando no comparecimento de 2.307.578 eleitores.
| Candidatos a senador da República | Candidatos a suplente de senador | Número | Coligação             | Votação | Percentual |
| --------------------------------- | -------------------------------- | ------ | --------------------- | ------- | ---------- |
| Milton Campos ARENA               | José Augusto ARENA               | -      | ARENA (sem coligação) | 979.631 | 59,54%     |
| Darci Bessone MDB                 | Maurício Haddad MDB              | -      | MDB (sem coligação)   | 665.702 | 40,46%     |
| Fontes:                           |                                  |        |                       |         |            |

## Deputados federais eleitos
São relacionados os candidatos eleitos com informações complementares da Câmara dos Deputados.

Representação eleita
  ARENA: 37
  MDB: 11

| Deputados federais eleitos | Partido | Votação | Percentual | Cidade onde nasceu      | Unidade federativa |
| Magalhães Pinto            | ARENA   | 187.567 | 8,52%      | Santo Antônio do Monte  | Minas Gerais       |
| João Herculino             | MDB     | 75.599  | 3,43%      | Sete Lagoas             | Minas Gerais       |
| Israel Pinheiro Filho      | ARENA   | 64.736  | 2,94%      | Belo Horizonte          | Minas Gerais       |
| Tancredo Neves             | MDB     | 55.209  | 2,51%      | São João del-Rei        | Minas Gerais       |
| Guilherme Machado          | ARENA   | 51.746  | 2,35%      | Guanhães                | Minas Gerais       |
| Gilberto Faria             | ARENA   | 50.839  | 2,31%      | Belo Horizonte          | Minas Gerais       |
| Rondon Pacheco             | ARENA   | 49.100  | 2,23%      | Uberlândia              | Minas Gerais       |
| Murilo Badaró              | ARENA   | 48.096  | 2,18%      | Minas Novas             | Minas Gerais       |
| Guilhermino de Oliveira    | ARENA   | 47.959  | 2,18%      | Belo Horizonte          | Minas Gerais       |
| Ozanam Coelho              | ARENA   | 39.595  | 1,80%      | Ubá                     | Minas Gerais       |
| Renato Azeredo             | MDB     | 38.303  | 1,74%      | Sete Lagoas             | Minas Gerais       |
| Bias Fortes                | ARENA   | 38.150  | 1,73%      | Barbacena               | Minas Gerais       |
| Aureliano Chaves           | ARENA   | 37.810  | 1,72%      | Três Pontas             | Minas Gerais       |
| Ultimo de Carvalho         | ARENA   | 37.613  | 1,71%      | Juiz de Fora            | Minas Gerais       |
| José Bonifácio             | ARENA   | 34.989  | 1,59%      | Barbacena               | Minas Gerais       |
| Aécio Cunha                | ARENA   | 33.669  | 1,53%      | Teófilo Otoni           | Minas Gerais       |
| Pinheiro Chagas            | ARENA   | 33.177  | 1,51%      | Oliveira                | Minas Gerais       |
| Francelino Pereira         | ARENA   | 31.364  | 1,42%      | Angical do Piauí        | Piauí              |
| Hugo Aguiar                | ARENA   | 30.676  | 1,39%      | Pitangui                | Minas Gerais       |
| Austregésilo de Mendonça   | ARENA   | 28.857  | 1,31%      | São José de Ubá         | Rio de Janeiro     |
| Celso Passos               | MDB     | 28.523  | 1,30%      | Belo Horizonte          | Minas Gerais       |
| João Batista Miranda       | ARENA   | 28.462  | 1,29%      | Lajinha                 | Minas Gerais       |
| Nogueira de Rezende        | ARENA   | 28.462  | 1,29%      | Conselheiro Lafaiete    | Minas Gerais       |
| Manoel Taveira             | ARENA   | 27.597  | 1,25%      | Alfenas                 | Minas Gerais       |
| Manoel de Almeida          | ARENA   | 26.482  | 1,20%      | Januária                | Minas Gerais       |
| Dnar Mendes                | ARENA   | 26.186  | 1,19%      | Rio Pomba               | Minas Gerais       |
| Monteiro de Castro         | ARENA   | 25.964  | 1,18%      | Sabará                  | Minas Gerais       |
| José Maria Alkmin          | ARENA   | 25.641  | 1,16%      | Bocaiuva                | Minas Gerais       |
| Walter Passos              | ARENA   | 24.849  | 1,13%      | Boa Esperança           | Minas Gerais       |
| Sinval Boaventura          | ARENA   | 24.811  | 1,13%      | Rio Paranaíba           | Minas Gerais       |
| Gilberto Almeida           | ARENA   | 23.482  | 1,07%      | Pedra Azul              | Minas Gerais       |
| José Maria Magalhães       | MDB     | 23.312  | 1,06%      | Serro                   | Minas Gerais       |
| Edgar Pereira              | ARENA   | 22.945  | 1,04%      | Brasília de Minas       | Minas Gerais       |
| Gustavo Capanema           | ARENA   | 22.261  | 1,01%      | Pitangui                | Minas Gerais       |
| Pedro Vidigal              | ARENA   | 21.022  | 0,95%      | Presidente Bernardes    | Minas Gerais       |
| Luiz de Paula Ferreira     | ARENA   | 20.968  | 0,95%      | Várzea da Palma         | Minas Gerais       |
| Hélio Garcia               | ARENA   | 20.953  | 0,95%      | Santo Antônio do Amparo | Minas Gerais       |
| Bento Gonçalves            | ARENA   | 20.540  | 0,93%      | Matozinhos              | Minas Gerais       |
| Aquiles Diniz              | MDB     | 18.937  | 0,86%      | Belo Horizonte          | Minas Gerais       |
| Edgar da Mata Machado      | MDB     | 18.512  | 0,84%      | Diamantina              | Minas Gerais       |
| Maurício de Andrade        | ARENA   | 16.903  | 0,77%      | Lavras                  | Minas Gerais       |
| Elias Carmo                | ARENA   | 16.814  | 0,76%      | Amparo da Serra         | Minas Gerais       |
| Geraldo Freire             | ARENA   | 15.925  | 0,72%      | Boa Esperança           | Minas Gerais       |
| Paulo Freire               | ARENA   | 15.881  | 0,72%      | Riachão do Dantas       | Sergipe            |
| Simão da Cunha             | MDB     | 14.475  | 0,66%      | Abaeté                  | Minas Gerais       |
| José Nobre                 | MDB     | 14.375  | 0,65%      | Caetité                 | Bahia              |
| Nísia Carone               | MDB     | 14.226  | 0,65%      | Muriaé                  | Minas Gerais       |
| Milton Reis                | MDB     | 14.036  | 0,64%      | Pouso Alegre            | Minas Gerais       |
| Fontes:                    |         |         |            |                         |                    |

## Deputados estaduais eleitos
Foram escolhidos 82 deputados estaduais para a Assembleia Legislativa de Minas Gerais.

Representação eleita
  ARENA: 63
  MDB: 19

Fonteː
| Deputados estaduais eleitos | Partido | Votação | Percentual | Cidade onde nasceu     | Unidade federativa |
| Raul Bernardo               | ARENA   | 30.580  |            | Belo Horizonte         | Minas Gerais       |
| Bonifácio de Andrada        | ARENA   | 30.157  |            | Barbacena              | Minas Gerais       |
| Manoel Costa                | ARENA   | 29.396  |            | Capivari               | São Paulo          |
| Jairo Magalhães             | ARENA   | 25.980  |            | Serro                  | Minas Gerais       |
| Ibrahim Abi-Ackel           | ARENA   | 25.341  |            | Manhumirim             | Minas Gerais       |
| Delson Scarano              | ARENA   | 23.806  |            | São Tomás de Aquino    | Minas Gerais       |
| Ronaldo Canedo              | ARENA   | 22.700  |            | Muriaé                 | Minas Gerais       |
| João Navarro                | ARENA   | 22.549  |            |                        |                    |
| Homero Santos               | ARENA   | 20.506  |            | Uberlândia             | Minas Gerais       |
| Álvaro Sales                | ARENA   | 19.557  |            | Bonfim                 | Minas Gerais       |
| João Ferraz                 | ARENA   | 19.535  |            |                        |                    |
| Athos Vieira de Andrade     | ARENA   | 19.461  |            | Itanhomi               | Minas Gerais       |
| Dênio Moreira               | ARENA   | 19.182  |            |                        |                    |
| Jorge Vargas                | ARENA   | 18.170  |            | Paracatu               | Minas Gerais       |
| Lourival Brasil             | ARENA   | 17.865  |            | Estrela do Sul         | Minas Gerais       |
| Geraldo Santana             | ARENA   | 17.655  |            | Salinas                | Minas Gerais       |
| Jarbas Medeiros             | ARENA   | 17.498  |            | São Gonçalo do Sapucaí | Minas Gerais       |
| João Bello                  | ARENA   | 17.540  |            | Porciúncula            | Rio de Janeiro     |
| Walthon Goulart             | ARENA   | 17.400  |            | Muriaé                 | Minas Gerais       |
| Artur Fagundes              | ARENA   | 17.174  |            | Montes Claros          | Minas Gerais       |
| Almeida Peixoto             | ARENA   | 17.157  |            |                        |                    |
| Altair Chagas               | ARENA   | 17.090  |            | Inhapim                | Minas Gerais       |
| Melo Freire                 | ARENA   | 16.968  |            | Passos                 | Minas Gerais       |
| Mário Assad                 | ARENA   | 16.653  |            | Manhuaçu               | Minas Gerais       |
| Navarro Vieira              | ARENA   | 16.383  |            | Botelhos               | Minas Gerais       |
| Alvimar Mourão              | ARENA   | 15.829  |            | Perdigão               | Minas Gerais       |
| Dermeval Pimenta Filho      | ARENA   | 15.479  |            |                        |                    |
| Carlos Eloy                 | ARENA   | 15.275  |            | Pompéu                 | Minas Gerais       |
| Wilson Tanure               | MDB     | 15.156  |            |                        |                    |
| Aníbal Teixeira             | MDB     | 14.992  |            | Belo Horizonte         | Minas Gerais       |
| Martins Silveira            | ARENA   | 14.962  |            |                        |                    |
| Agostinho Campos Neto       | ARENA   | 14.689  |            |                        |                    |
| Pereira de Almeida          | ARENA   | 14.385  |            |                        |                    |
| José Pires da Luz           | ARENA   | 14.134  |            |                        |                    |
| Sebastião Nascimento        | ARENA   | 13.958  |            | Patrocínio             | Minas Gerais       |
| Rafael Caio                 | ARENA   | 13.882  |            | Guanhães               | Minas Gerais       |
| Heráclito Ortiga            | ARENA   | 13.735  |            | São Francisco          | Minas Gerais       |
| Matosinhos de Castro        | ARENA   | 13.702  |            |                        |                    |
| Sebastião Anastácio         | ARENA   | 13.334  |            |                        |                    |
| Lúcio de Souza Cruz         | ARENA   | 13.253  |            | Curvelo                | Minas Gerais       |
| Gerardo Renault             | ARENA   | 13.058  |            | Belo Horizonte         | Minas Gerais       |
| João Carvalho               | ARENA   | 12.914  |            |                        |                    |
| José Honório                | ARENA   | 12.859  |            |                        |                    |
| Expedito Tavares            | ARENA   | 12.759  |            | Córrego Danta          | Minas Gerais       |
| Luiz Baccarini              | MDB     | 12.683  |            | São João del Rei       | Minas Gerais       |
| Mário Hugo Ladeira          | ARENA   | 12.535  |            | Rio Novo               | Minas Gerais       |
| Fábio Vasconcelos           | ARENA   | 12.146  |            | Barra Longa            | Minas Gerais       |
| Cícero Dumont               | ARENA   | 12.048  |            |                        |                    |
| Feliciano Pena              | ARENA   | 11.933  |            | Santa Maria de Itabira | Minas Gerais       |
| Leão Borges                 | ARENA   | 11.884  |            |                        |                    |
| Christovam Chiaradia        | ARENA   | 11.851  |            | Córrego do Bom Jesus   | Minas Gerais       |
| Valdir Melgaço              | ARENA   | 11.830  |            | Pequi                  | Minas Gerais       |
| José Marcus Cherém          | ARENA   | 11.721  |            |                        |                    |
| Cyro Maciel                 | ARENA   | 11.678  |            | Piranga                | Minas Gerais       |
| Euclides Cintra             | ARENA   | 11.602  |            |                        |                    |
| Silvio Menicucci            | MDB     | 11.589  |            |                        |                    |
| Luiz Fernando Azevedo       | ARENA   | 11.546  |            |                        |                    |
| Wilson Alvarenga            | ARENA   | 11.440  |            |                        |                    |
| Maria Pena                  | ARENA   | 11.369  |            | Piumhi                 | Minas Gerais       |
| Paulino Cícero              | ARENA   | 11.173  |            | São Domingos do Prata  | Minas Gerais       |
| José Domingues              | ARENA   | 11.172  |            |                        |                    |
| Geraldo Quintão             | ARENA   | 11.060  |            | Jaguaraçu              | Minas Gerais       |
| Orlando de Andrade          | ARENA   | 11.059  |            |                        |                    |
| Fábio Notini                | MDB     | 10.904  |            |                        |                    |
| Joaquim Mariano da Silva    | MDB     | 10.812  |            |                        |                    |
| Francisco Bilac Pinto       | ARENA   | 10.709  |            | Santa Rita do Sapucaí  | Minas Gerais       |
| Edgard de Vasconcelos       | ARENA   | 10.600  |            | Guiricema              | Minas Gerais       |
| Maurílio Cambraia           | ARENA   | 10.266  |            |                        |                    |
| Jorge Ferraz                | MDB     | 10.064  |            | Belo Horizonte         | Minas Gerais       |
| Waldir Morato               | ARENA   | 10.050  |            | Morada Nova de Minas   | Minas Gerais       |
| Fuhad Sahione               | MDB     | 9.625   |            |                        |                    |
| Nelson Lombardi             | MDB     | 9.495   |            |                        |                    |
| Carlos Cotta                | MDB     | 9.371   |            | Dom Silvério           | Minas Gerais       |
| Nilson Gontijo              | MDB     | 7.859   |            | Bom Despacho           | Minas Gerais       |
| Eurípedes Craide            | MDB     | 7.651   |            | Conquista              | Minas Gerais       |
| Raul Belém                  | MDB     | 7.480   |            | Araguari               | Minas Gerais       |
| Dalton Canabrava            | MDB     | 7.371   |            | Curvelo                | Minas Gerais       |
| Amilcar Padovani            | MDB     | 7.115   |            | Juiz de Fora           | Minas Gerais       |
| Targino Raimundo            | MDB     | 6.468   |            |                        |                    |
| José Raimundo               | MDB     | 6.449   |            |                        |                    |
| Sebastião Fabiano           | MDB     | 6.336   |            |                        |                    |
| Emílio Haddad               | MDB     | 6.166   |            | Oliveira               | Minas Gerais       |
| Fontes:                     |         |         |            |                        |                    |